# Syrische Schaufelkröte
Die Syrische Schaufelkröte (Pelobates syriacus) ist ein Froschlurch und gehört zur Gattung der Europäischen Schaufelfußkröten (Pelobates) innerhalb der Familie der Pelobatidae. Mit den scharfkantigen, verhornten Auswüchsen an ihren Fußsohlen kann sie sich wie die anderen Schaufelkröten sehr schnell in lockeren Boden eingraben, wo sie den Tag verbringt. Die Syrische Schaufelkröte ist auf dem Balkan und bis in den vorderasiatischen Raum verbreitet.

## Merkmale
Die Syrische Schaufelkröte hat eine Körperlänge von etwa 80 bis 90 mm. Die Rückenfärbung ist bräunlich, grau oder weiß mit grünlichen ober dunkelbraunen Flecken. Die Bauchseite ist weißlich gefärbt und ungefleckt. Die Haut ist glatt mit wenigen, oft rot gefärbten Drüsenwarzen.
Die Pupille ist senkrecht geschlitzt und, anders als bei der Knoblauchkröte, ist die Kopfmitte nicht helmartig aufgewölbt. Wie seine Verwandten besitzt das Tier stark eingekerbte Schwimmhäute, deren Kerbung sogar noch stärker ausgeprägt ist als bei anderen Schaufelkröten. Außerdem verfügt es über hellbraune Fersenhöcker am Ansatz der ersten Zehen, die als harte Grabschaufeln ausgebildet sind.

## Verbreitung
Das Verbreitungsgebiet der Syrischen Schaufelkröte reicht vom südlichen Balkan bis in den Iran, die Besiedlung ist jedoch nicht gleichmäßig. In Serbien, Bulgarien und Rumänien kommt die Syrische Schaufelkröte entlang der Donau und ihren Zuflüssen vor, ferner an der Küste des Schwarzen Meeres, in Nordmazedonien fast im ganzen Land. In Griechenland umfasst das Areal das gesamte Festland. In Anatolien gehören die Regionen an der Ägäis und am Mittelmeer zum Verbreitungsgebiet, nachgewiesen wurde Pelobates syriacus auch an der Schwarzmeerküste und an einigen Lokalitäten in Ostanatolien. Weiter besiedelt die Art Dagestan, Aserbeidschan, Georgien, Armenien und Nachitschewan. Im Iran beschränken sich die Fundorte auf einen kleinen Landesteil im Nordwesten und die Südküste des Kaspischen Meeres. Nachweise gibt es für den Libanon und Jordanien. In Israel umfasst das Verbreitungsgebiet die Küstenebene, Galiläa und die Golanhöhen.
In vielen Bereichen ihres Verbreitungsgebietes ist Pelobates syriacus eine Tieflandart, denn die Habitate befinden sich an Meeresküsten oder Unterläufen von Flüssen und erstrecken sich von Meereshöhe bis auf wenige Hundert Meter in den angrenzenden Bergen. In Griechenland liegt etwa die Hälfte der Habitate unter 50 Meter ü. NN. Die höchstgelegenen Fundorte wurden im Osten des Verbreitungsgebietes nachgewiesen, in Georgien auf 950 Meter, am Vansee in Ostanatolien auf 1650 Meter und bis 2000 Meter am Araxfluss in Armenien und Nachitschewan.
In den Gebieten entlang der Donau, an der Westküste des Schwarzen Meeres, am Bosporus und in Dagestan sind Pelobates syriacus und Pelobates fuscus sympatrisch. Haifa ist die Terra typica von Pelobates syriacus.

## Lebensraum und Lebensweise
Als Lebensraum bevorzugen die Tiere offene, steppenähnliche Landschaften (Küstendünen oder auch landwirtschaftliche Flächen) und lichte Wälder.
Die Art ist nachtaktiv. Den Tag verbringen die Schaufelkröten zumeist in selbst gegrabenen, senkrechten Erdröhren, die einen Durchmesser von 2 bis 5 Zentimeter und eine Tiefe von 5 bis 25 Zentimeter haben. Der Durchmesser ist von der Größe der Tiere abhängig. Flache Höhlen graben die Schaufelkröten im Frühling, tiefe an heißen Sommertagen, da es in ihnen kühl und feucht ist. Manche Schaufelkröten suchen Tagesverstecke unter Steinen oder Laub.
Die tägliche Aktivitätsphase beginnt kurz nach Sonnenuntergang. Die Schaufelkröten verlassen ihre Höhlen und Verstecke und suchen während des Aufenthaltes auf der Erdoberfläche nach Nahrung. Dabei legen sie Strecken von 1 bis 15 Meter zurück. Es sind zwei Aktivitätsmaxima zu erkennen, das erste zirka eine Stunde nach dem Erscheinen auf der Erdoberfläche, das zweite, kleinere zirka 1 Stunde vor Sonnenaufgang, am geringsten ist die Aktivität zwischen zwei und drei Uhr. Kurz vor Sonnenaufgang endet die Aktivitätsphase. Als Ruheplatz für den Tag graben die Kröten meist neue Höhlen oder wählen Verstecke an der Oberfläche. Bei Trockenheit und hoher Temperatur verweilen sie mitunter mehrere Tage in den Verstecken, ehe sie wieder auf Nahrungssuche gehen.
Als Winterquartiere graben die Schaufelkröten tiefe Höhlen, in Griechenland sind sie bis zu 50 Zentimeter tief, im Kaukasus bis 75 Zentimeter oder sogar noch tiefer. Fast immer überwintern die Schaufelkröten einzeln in den Höhlen, nur gelegentlich wurden mehrere festgestellt. In Griechenland beginnt die Winterruhe Ende November, in Armenien im Oktober oder November und endet im Tiefland nach 2,5 bis 3 Monaten, in höheren Lagen nach 4 Monaten.
Bei Berührungen sondern die Schaufelkröten ein stark nach Knoblauch riechendes Wehrsekret ab, zugleich blähen sie sich auf und geben Schreckrufe ab. In diesem Verhalten gleichen sie der nahe verwandten Knoblauchkröte.

### Fortpflanzung
Die Fortpflanzung beginnt bei Pelobates syriacus fast immer unmittelbar nach dem Verlassen der Winterquartiere und dauert nur wenige Tage. Beginn und Dauer sind abhängig von den lokalen Wetterverhältnissen, der Höhenlage und der geografischen Breite. In Griechenland beginnt die Fortpflanzung zwischen dem 15. Februar und 15. März und dauert zwei bis fünf Tage. In Bulgarien (Region Cresna) erfolgt die Fortpflanzung Anfang April, in Rumänien im April und Mai. Bei Izmir in der West-Türkei findet sie bereits im Januar und Februar statt, im Norden Israels von März bis April. In Armenien und Aserbeidschan erfolgt die Fortpflanzung in den tiefen Lagen Ende März bis Anfang April, in den Bergregionen dieser Länder dagegen erst Anfang Juni.
Zur Fortpflanzung wählen die Syrischen Schaufelkröten bevorzugt temporäre Gewässer, die sich nach ausgiebigen Niederschlägen, in Griechenland zum Beispiel von Januar bis März, in natürlichen Senken bilden und eine Größe von einigen Quadratmetern bis zu 50 Quadratmeter haben und bis 40 Zentimeter tief sind. Häufig laichen die Schaufelkröten auch in temporären Gewässern, die sich in der Nähe von Flüssen und Seen befinden und eine Wassertiefe von 50 bis 70 Zentimeter haben. Große permanente Gewässer werden üblicherweise nur in sehr trockenen Jahren zum Laichen aufgesucht. In hoch gelegenen Gewässern im Osten des Verbreitungsgebietes laicht Pelobates syriacus allerdings nur in permanenten Gewässern und Seen mit einer Wassertiefe von 2 bis 2,5 Meter.

### Paarung

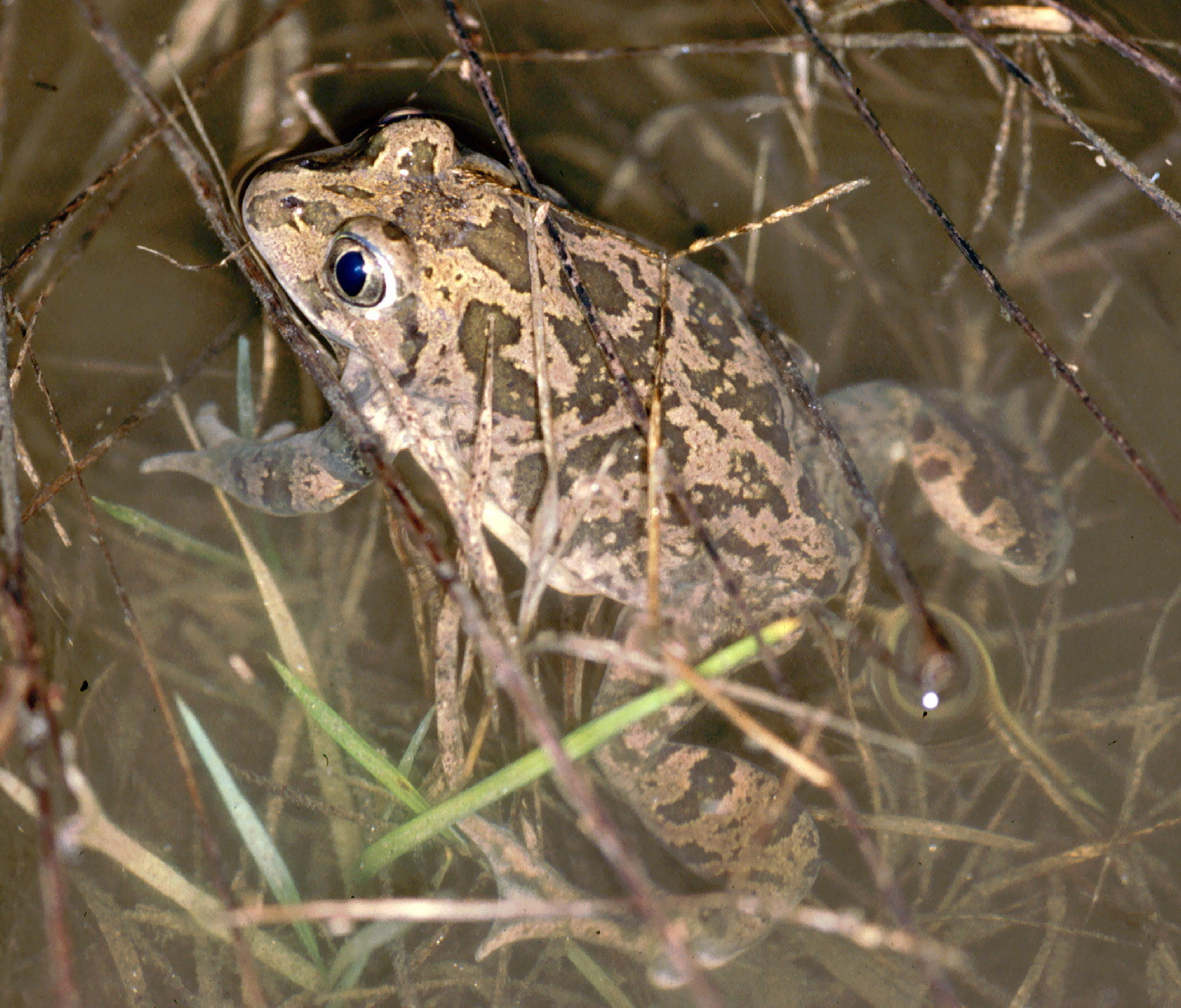
Pelobates syriacus: Rufendes Männchen

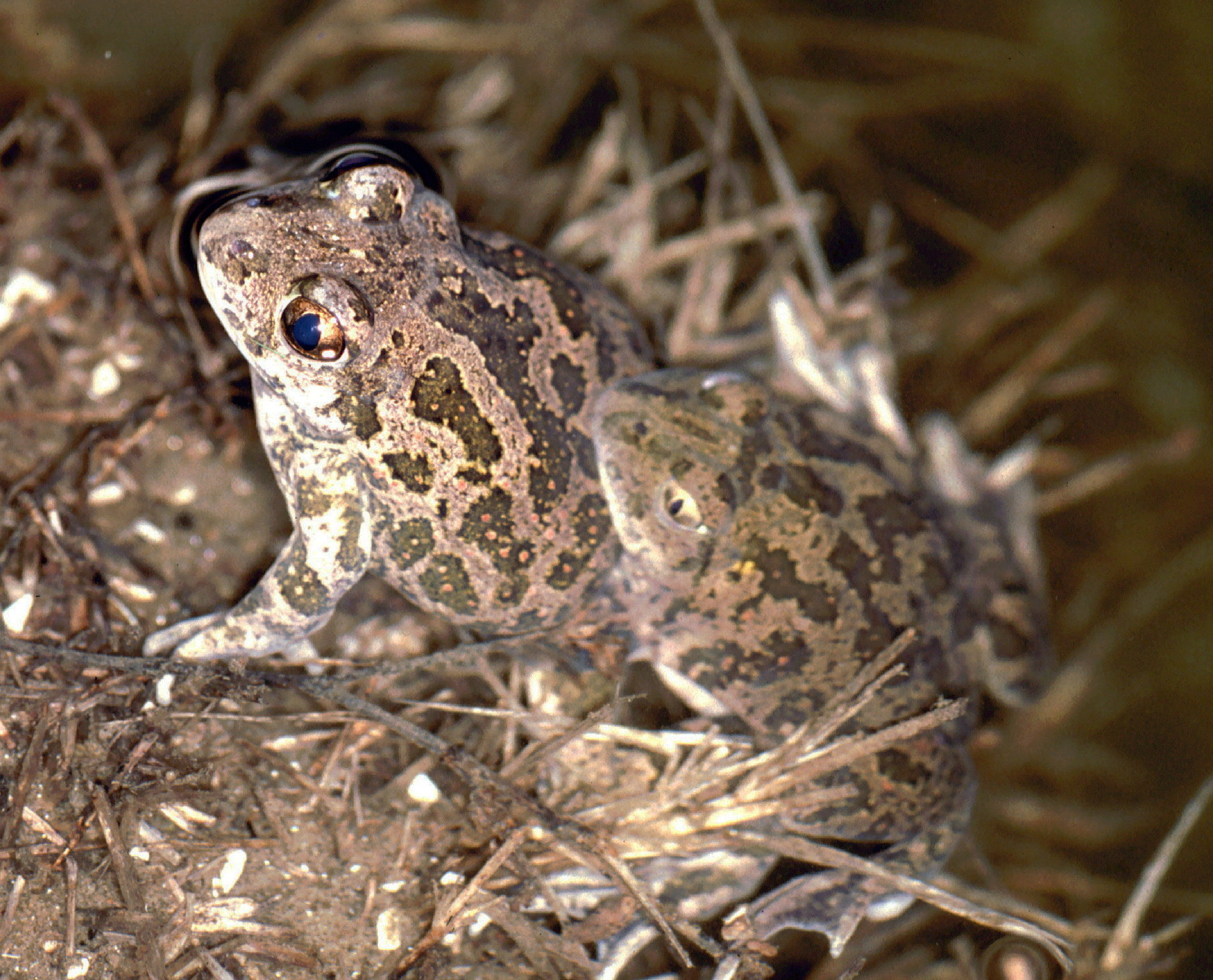
Amplexus lumbalis bei Pelobates syriacus.

Die Wanderungen der Schaufelkröten zu den Laichgewässern erfolgen meist nach Regenfällen und setzen in der Abenddämmerung ein. Männchen und Weibchen wandern gleichzeitig zu den Gewässern und legen dabei 100 bis 500 Meter zurück. Die Mehrzahl der Schaufelkröten kommt zwischen 20 und 21 Uhr im Gewässer an. Dort suchen sie den tiefen Bereich auf und verharren zunächst mehrere Stunden bewegungslos. In dieser Zeit absorbieren sie Wasser.
Anschließend schwimmen die Männchen auf der Wasseroberfläche umher und geben Paarungsrufe ab, oder sie wählen zum Rufen Standorte im flachen Uferbereich, sodass der Vorderkörper außerhalb des Wassers ist und rufen von hier (Abbildung) oder sie rufen unter Wasser vom Gewässerboden. Die Weibchen schwimmen auch umher, äußeren ebenfalls Rufe und nähern sich den Männchen. Es kommt zum Amplexus, bei dem die Männchen die Weibchen in der Leiste umklammern (Amplexus lumbalis)(Abbildung). Das Ablaichen geschieht meist in den frühen Morgenstunden, nach Beobachtungen bei Thessaloniki zwischen vier und sechs Uhr. Der Laich wird in einer Tiefe von 10–15 Zentimeter abgesetzt und an Pflanzen angeheftet. Nach dem Ablaichen lösen die Männchen die Umklammerung, die Weibchen verlassen umgehend das Laichgewässer, ebenso fast alle Männchen, lediglich einige wenige bleiben noch ein bis zwei Tage.
Die Weibchen legen die Eier in Form von Laichschnüren ab, die zwischen 2000 und 4000 Eier enthalten. Unmittelbar nach der Ablage beträgt die Länge einer Laichschnur bei älteren Weibchen 1,5 bis 2 Meter, bei jüngeren 0,75 bis 1,2 Meter. Nach Berichten kommen Laichschnüre mit einer Länge von mehreren Metern vor. Durch die Aufnahme von Wasser schwillt die Gallerte an, die die Eier umgibt, wodurch die Laichschnüre kürzer und dicker werden. Jede Laichschnur besteht aus zwei Doppelreihen von Schnüren, somit aus vier Schnüren, die von den beiden Eierstöcken stammen.

### Rufe

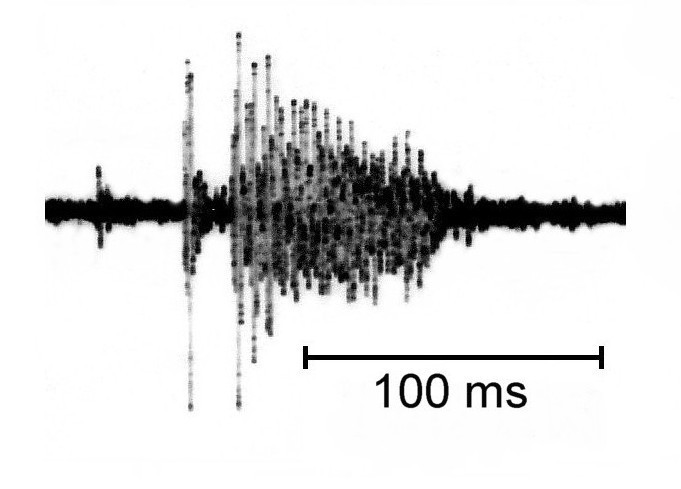
Pelobates syriacus: Schallbild einer Impulsgruppe eines Paarungsrufs.

Syrische Schaufelkröten besitzen keine Schallblasen, die Paarungsrufe sind daher nicht besonders laut. Bei Schaufelkröten, die an der Wasseroberfläche rufen, kann das menschliche Ohr die Rufe noch in einer Entfernung von 25–30 Meter wahrnehmen, die Rufe der unter Wasser rufenden Männchen sind nur bis zirka 20 Meter zu hören.
Die Paarungsrufe bestehen aus einer Folge von drei bis neun gleichförmig klingenden Impulsgruppen, die durch Intervalle getrennt sind. Eine solche Folge von Impulsgruppen bildet einen Ruf. Die Impulsgruppen beginnen mit zwei einzelnen Impulsen, an die sich eine Anzahl von Impulsen anschließt, deren Amplitude am Anfang hoch ist und schnell abnimmt (Abbildung). Wegen des Aufbaus aus Impulsen klingen die Impulsgruppen krächzend. Bei 15,2 °Celsius Wassertemperatur dauern die Impulsgruppen im Mittel 132 Millisekunden, die Intervalle 255 Millisekunden. Bei steigender Wassertemperatur nehmen die Dauer der Impulsgruppen und die Intervalle ab. Der Frequenzbereich erstreckt sich von zirka 400 Hertz bis fast 2000 Hertz und hat einen dominanten Bereich bei zirka 600 Hertz.
Befreiungsrufe äußern Weibchen, wenn bei der Paarung die Abgabe der Eier abgeschlossen ist. Sie signalisieren damit den Männchen, den Amplexus zu beenden. Auch Männchen geben Befreiungsrufe ab, wenn sie von anderen Männchen umklammert werden. In Gefangenschaft reagieren die Schaufelkröten mit Befreiungsrufen, wenn sie mit den Fingern im Bereich der Lenden gefasst werden.
Die Befreiungsrufe haben den gleichen Aufbau wie die Paarungsrufe und klingen sehr ähnlich. Sowohl die Impulsgruppen als auch die Intervalle sind jedoch kürzer als bei den Paarungsrufen. Die Zahl der Impulsgruppen, die einen Ruf aufbauen, hängt von der Dauer und der Intensität der Umklammerung ab, gegen die sie sich wehren.
Schreckrufe geben junge Kröten mitunter ab, wenn sie in ihrem Versteck aufgeschreckt werden, adulte Kröten äußern ihn, wenn Prädatoren sie während des Ablaichens fassen. Schreckrufe haben keine Ähnlichkeit mit dem Paarungs- oder Befreiungsruf, sondern gleichen einem Schrei. Sie werden bei offenem Maul ausgestoßen.

## Entwicklung
Frisch abgelegte Eier sind kugelig und zweifarbig. Der animale Pol und der anschließende Teil der Eier sind bis über die Mitte dunkelbraun, der vegetative Pol ist cremefarben. Bei ungefurchten Eiern beträgt der Durchmesser 1,4 bis 1,8 Millimeter, bereits auf dem Blastula-Stadium ist er 10–15 % größer. Bei einer Wassertemperatur von 15 bis 25 °Celsius schlüpfen die Larven nach 5 bis 6 Tagen. Sie sind zirka 4 Millimeter groß. Die Larvalzeit, die Zeit vom Ablaichen bis zur Metamorphose, dauert in temporären Gewässern 2,5 bis 3 Monate. Die Kaulquappen erlangen eine stattliche Größe. In Griechenland beträgt die maximale Größe bei normaler Entwicklung 90–120 Millimeter, überwinternde Kaulquappen können 118–120 Millimeter erreichen.
In Griechenland haben die jungen Schaufelkröten nach der Metamorphose eine Größe von 22–26 Millimeter, das Gewicht beträgt 2,5–3,5 Gramm. In Bulgarien messen die jungen Kröten nach der Metamorphose 28–30 Millimeter und wiegen 3,3 Gramm. Männliche Schaufelkröten erreichen die Geschlechtsreife im zweiten, die Weibchen im dritten Jahr.

## Ernährung
Kaulquappen von Pelobates syriacus ernähren sich vornehmlich von pflanzlichem Material, in geringem Umfang auch von Plankton. In Griechenland dient besonders Ranunculus trichophyllus, Haarblättriger Wasserhahnenfuß, als Nahrung, der in temporären Gewässern in großem Umfang wächst. Während der Blütezeit der Pflanze im April ist er die wichtigste Nahrungsquelle der Kaulquappen, die bevorzugt die Blüten fressen.
Adulte Pelobates syriacus haben ein sehr breites Nahrungsspektrum, das sich im Laufe des Jahres in Abhängigkeit von der Verfügbarkeit der Beutetiere ändert. Als Nahrung dienen vornehmlich Insekten, wie Orthoptera, Coleoptera, Lepidoptera, Hymenoptera und Dermaptera, zusätzlich auch Tausendfüßer, Spinnen, Isopoden, ferner Gastropoda und Regenwürmer. In Gefangenschaft gehaltene Schaufelkröten gedeihen gut mit Tenebrio (Mehlwürmer und Käfer), Acheta und Gryllus.

## Systematik
Die Syrische Schaufelkröte und weitere drei nahe verwandte Arten der Gattung Europäische Schaufelfußkröten (Pelobates) bilden meist eine eigenständige Familie Pelobatidae. Dabei handelt es sich neben der Knoblauchkröte (P. fuscus) um den Messerfuß (P. cultripes) und den Marokkanischen Messerfuß (P. varaldii).
Nach den Ergebnissen neuer molekularbiologischer Untersuchungen kommen in dem bisher Pelobates syriacus zugeordneten Verbreitungsgebiet mehrere Taxa vor: Pelobates syriacus syriacus, Östliche Schaufelkröte, in der Levante, Pelobates syriacus boettgeri, Anatolische Schaufelkröte, im Kaukasus, an der Küste des Kaspischen Meeres, in Anatolien und der europäischen Türkei, Pelobates balcanicus balcanicus, Balkan-Schaufelkröte, auf der Balkanhalbinsel und Pelobates balcanicus chloeae, Chloes Schaufelkröte, auf dem Peloponnes. Einige dieser Taxa sind kryptisch, da diagnostische phänotypische Unterschiede fehlen, weshalb die geografische Herkunft von Bedeutung ist. 1928 beschrieb Karaman die Subspezies Pelobates syriacus balcanicus und beschrieb den Dojransee in Nordmazedonien als Typuslokalität. Er ist jetzt Typuslokalität von Pelobates balcanicus balcanicus.

## Gefährdung
Die Syrische Schaufelkröte wird in der Roten Liste gefährdeter Arten der IUCN als nicht gefährdet („Least Concern“) eingestuft, weil sie über ein relativ großes Verbreitungsgebiet verfügt sowie eine verhältnismäßig große Gesamtpopulation angenommen wird. Regional bestehen aber Bedrohungen durch Lebensraumvernichtung oder Gewässerverschmutzung.
Für den Rückgang der Populationen werden mehrere Ursachen genannt. An erster Stelle steht die Zerstörung der Habitate, sowohl der terrestrischen als auch der aquatischen, durch Bebauung oder Bau von Straßen, ferner die Intensivierung der Landwirtschaft und die damit einhergehende Belastung des Bodens mit Pestiziden und anderen Chemikalien.